# Wieża ciśnień w Zambrowie
Wieża ciśnień w Zambrowie – koszarowa wieża ciśnień znajdująca się w Zambrowie w woj. podlaskim przy ulicy Fabrycznej 10 w pobliżu Urzędu Miasta Zambrów i Galerii Bem. Obecnie nie jest użytkowana zgodnie z przeznaczeniem. Jest charakterystycznym i rozpoznawalnym elementem panoramy Zambrowa.

## Historia
Budynek powstał w latach 80. XIX wieku w ramach budowy kompleksu koszar carskich jako ich składnik i obiekt infrastruktury pomocniczej. Miała za zadanie zapewnić dostęp do wody dwóm carskim pułkom piechoty (15 i 16), 5 bateriom, 4 brygadom artylerii, sotni kozaków oraz sztabowi repnińskiemu. Po 1915 r. służyła stacjonującym w koszarach wojskom niemieckim. W okresie II Rzeczypospolitej również służyła wojsku, w tym 71 Pułkowi Piechoty oraz szkołom wojskowym: Szkole Podchorążych Rezerwy Piechoty i Mazowieckiej Szkole Podchorążych Rezerwy Artylerii im. gen. Józefa Bema. W latach powojennych również służyła wojsku. Po wybudowaniu Zambrowskich Zakładów Przemysłu Bawełnianego od 1954 r. była wykorzystywana na potrzeby fabryki.

## Architektura
Budowla 5-kondygnacyjna o kształcie walcowatym zbudowana z czerwonej cegły podobnie jak pozostałe budynki koszarowe. Zdobiona ceglanymi detalami. Wokół wieży na każdej kondygnacji umieszczone są okienka. Na kondygnacjach od 1-4 mają kształt prostokąta i podzielone są na połowę, zaś na szczycie kształt prostokąta z półkolem na górze. Czerwona ceglana sylwetka wieży ciśnień góruje nad panoramą południowej części miasta.